# Plagithmysus mediocris
Plagithmysus mediocris là một loài bọ cánh cứng trong họ Cerambycidae.